# Riccardo Licata
Pour les articles homonymes, voir Licata.
Riccardo Licata, né le 20 décembre 1929 à Turin et mort le 18 février 2014  à Venise, est un peintre, sculpteur et graveur italien.

## Biographie
Riccardo Licata naît le 20 décembre 1929 à Turin.
Après une brève parenthèse parisienne, sa famille déménage à Rome, où il reste jusqu'en 1945.
À partir de 1946, Licata vit à Venise. Il y suit des études au Lycée artistique et à l'Académie des beaux-arts de Venise de 1947 à 1955. Il tient sa première exposition personnelle en 1951.
En 1955, Licata obtient une bourse d'études du gouvernement français pour étudier la gravure à Paris avec Johnny Friedlaender, Stanley William Hayter et Henri Goetz. Deux ans plus tard, il devient l'assistant de Gino Severini à l'École d'Art italienne de Paris. En 1961, il épouse Maria Battistella, chanteuse et chercheuse en musiques de la Renaissance, avec laquelle il a l'année suivante son fils Giovanni.
La même année, il devient professeur chef de l'Atelier de mosaïque à l'École nationale supérieure des beaux-arts de Paris, un poste qu'il occupe jusqu'en 1995. En 1969, il occupe aussi un poste de professeur d'arts plastiques à la Sorbonne, de gravure à l'Académie Goetz. Entre 1972 et 1992, il est à la fois professeur à l'École internationale de la gravure expérimentale de Venise et à l'École américaine d'architecture de Fontainebleau.
Riccardo Licata invente son alphabet plastique personnel qu'il décline en peintures, tapisseries, gravures et sculptures.
Riccardo Licata meurt le 18 février 2014 à Venise à l'âge de 84 ans.

## Expositions personnelles
Plus de 300 dans 35 différents pays. À partir de 1952, Riccardo Licata a exposé à la Biennale de Venise, à la Biennale de São Paulo au Brésil, de Tokyo, de Paris, de Ljubljana, d'Alexandrie en Égypte et aux Quadriennales de Rome, les Triennales de Milan, tout comme dans les principaux Salons parisiens.
- 1993 : Musée d'Art moderne de Venise CA'Pesaro, rétrospective.
- 1998 : Musée de Mantoue, Palais Ducal, exposition « Dall Amor Pugent ».
- 2000 : Musée du Sénat, Archives d'État de Milan, Exposition Licata, Art Bi et Tri Dimensionnel.
- 2001 : Château de Ringo, sculptures monumentales en bois polychromes.
- 2002 : Circolo degli Artisti, Turin, « Licata-Arazzi », tapisseries monumentales.
- 2009 : Palazzo Venezia, Rome « Riccardo Licata e le stagioni dello spazialismo ».